# Сластёновский сельсовет

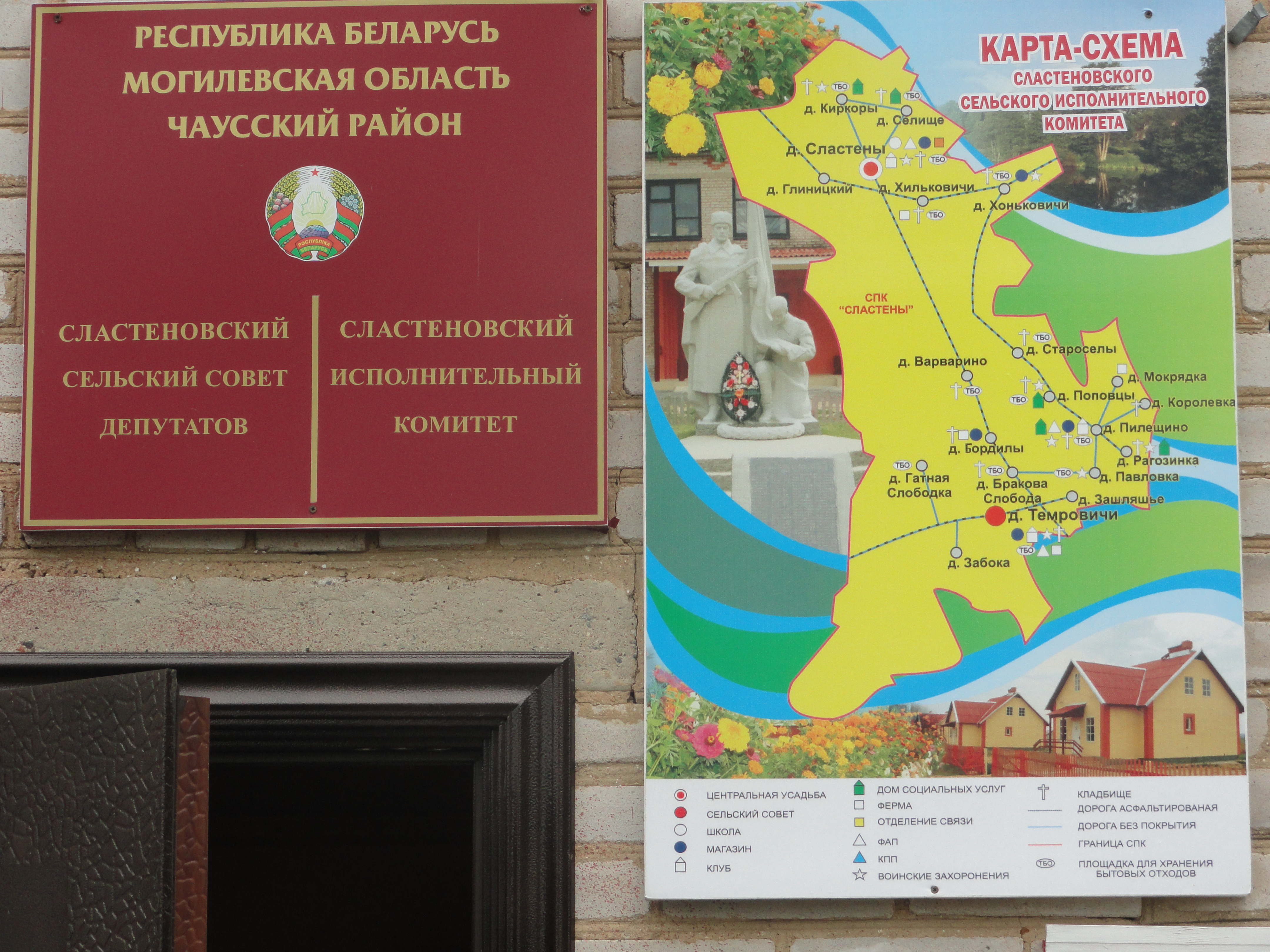
Карта-схема территории сельсовета

Сластёновский сельсовет (до 2010 года Темровичский сельсовет) — упразднённая административная единица на территории Чаусского района Могилёвской области Белоруссии. Упразднён в 2013 году, все населённые пункты вошли в состав Каменского сельсовета.

## История
18 марта 2008 года был упразднён посёлок Новый Кременец.
В 2010 году Темровичский сельсовет был переименован в Сластёновский сельсовет, административный центр перенесён из Темрович в Сластёны.
Упразднён в 2013 году, все населённые пункты были переданы в состав Каменского сельсовета.

## Состав
Включал 20 населённых пунктов:
- Бардилы — деревня.
- Бракова Слобода — деревня.
- Варварино — деревня.
- Гатная Слободка — деревня.
- Глиницкий — посёлок.
- Забока — посёлок.
- Зашляшье — посёлок.
- Киркоры — деревня.
- Королёвка — деревня.
- Мокрядка — деревня.
- Павловка — посёлок.
- Пилещино — деревня.
- Поповцы — деревня.
- Рагозинка — деревня.
- Селище — деревня.
- Сластёны — агрогородок.
- Старосёлы — деревня.
- Темровичи — деревня.
- Хильковичи — деревня.
- Хоньковичи — деревня.